# Elaeagnus reflexa
Elaeagnus reflexa là một loài thực vật có hoa trong họ Elaeagnaceae. Loài này được E.Morren & Decne. mô tả khoa học đầu tiên năm 1836.